# Jorge Gabrich
Jorge Luis Luján Gabrich Cinalli (* 14. Oktober 1963 in Chovet, Provinz Santa Fe) ist ein ehemaliger argentinischer Fußballspieler auf der Position eines  Stürmers.

## Laufbahn
Gabrich begann seine Profikarriere bei den Newell’s Old Boys, zu denen er 1980 im Alter von 16 Jahren stieß. Seine guten Leistungen brachten ihm eine Nominierung in der argentinischen U-20-Nationalmannschaft, mit der er die Junioren-Fußballweltmeisterschaft 1983 bestritt. Argentinien gewann die Vorrundengruppe C mit der beeindruckenden Bilanz von 10:0 Toren und 6–0 Punkten, zu der Gabrich mit vier Treffern einen entscheidenden Anteil beigetragen hatte. Als drittbester Torjäger des Turniers wurde er zudem mit dem Bronzenen Schuh ausgezeichnet. Argentinien konnte sich in der anschließenden K.o.-Runde auch gegen die Niederlande mit Marco van Basten und Polen durchsetzen und erreichte das Finale gegen den Erzrivalen Brasilien, das 0:1 verloren wurde.
Längst war auch der FC Barcelona auf Gabrich aufmerksam geworden und verpflichtete den talentierten Spieler. Gabrich hatte jedoch das Pech, dass beim FC Barcelona bereits sein Landsmann Diego Maradona sowie der Deutsche Bernd Schuster unter Vertrag standen und damals nur zwei Ausländer spielen durften. Somit kam Gabrich erstmals zum Einsatz, als Maradona verletzungsbedingt ausgewechselt werden musste. In den verbleibenden 18 Minuten gab er sein Debüt in der Primera División, als Barca mit 4:2 beim FC Valencia triumphierte. Danach kam er aber nur noch zu einem weiteren, diesmal 26-minütigen, Einsatz beim 0:0 gegen Real Sociedad San Sebastián.
Weil Gabrich ansonsten allenfalls in der zweiten Mannschaft des FC Barcelona auflaufen durfte, ging er in die Heimat zurück, wo er die nächsten beiden Jahren für Vélez Sarsfield und Instituto Córdoba spielte. Danach versuchte er es noch einmal in Europa und kam in der Saison 1986/87 beim französischen Zweitligisten Stade Reims zum Einsatz.
Anschließend verbrachte er zwei Spielzeiten bei seinem ersten Verein Newell’s Old Boys, mit dem er in der Saison 1987/88 die argentinische Fußballmeisterschaft gewann.
Die letzten 5 Jahre seiner Profikarriere verbrachte Gabrich in Mexiko, wo er in der Saison 1989/90 in Diensten des CD Irapuato 22 Treffer erzielte und somit der zweitbeste Torschütze der höchsten mexikanischen Spielklasse war. Die beiden folgenden Spielzeiten verbrachte Gabrich bei den Tiburones Rojos Veracruz, für die er 18 (1990/91) bzw. 11 Treffer (1991/92) erzielte. Seine letzte Station waren die UAG Tecos, bei denen er 1992/93 nur 6 Tore erzielen konnte, aber in der darauffolgenden Saison 1993/94 wieder zu alter Stärke zurückfand und mit seinen insgesamt 13 Treffern in dieser Spielzeit einen großen Anteil am einzigen Meistertitel in der Geschichte der Tecos hatte.

## Erfolge
- Argentinischer Meister: 1987/88
- Mexikanischer Meister: 1993/94